# Ula longicellata
Ula longicellata är en tvåvingeart som beskrevs av Ishida 1954. Ula longicellata ingår i släktet Ula och familjen hårögonharkrankar. Inga underarter finns listade i Catalogue of Life.